# GLADIATOR 027 in OSAKA
GLADIATOR 027 in OSAKAは、日本の総合格闘技団体「GLADIATOR」の大会の一つ。
2024年7月7日、大阪府豊中市の176BOXで開催された。

## 大会概要
5月5日のGLADIATOR 026 in OSAKAで行われる予定であった王座決定トーナメント決勝=フライ級王座決定戦、NavE vs.オトゴンバートル・ボルドバートルは、NAvEの負傷により今大会にスライドされていた。しかしNavEの負傷の経過を考慮し、さらに延期されることとなった。オトゴンバートルは和田教良とのノンタイトル戦に臨む。
メインイベントは、王者・竹本啓哉vs.挑戦者・竹中大地のバンタム級タイトルマッチに。さらにフェザー級王者の河名マストがRoad to UFC参戦しているなか、河名への挑戦者を決めるフェザー級トーナメントが開催されることとなった。同トーナメントは今大会で2試合、7月12日に配信イベントして行われるGLADIATOR CHALLENGER SERIES02「Matsushima vs Sodnomdorj」で2試合が実施される。

## 試合結果

### プレリミナリー
オープニングファイト フライ級 5分1R
○  藤原浩太 vs.  小早川大地 ×
判定3-0
第1試合 ライト級 5分2R
○  磯嶋祥蔵 vs.  友實竜也 ×
判定3-0
第2試合 バンタム級 5分2R
○  ルキヤ vs.  上野滉太郎 ×
1R 0:45 TKO
第3試合 フェザー級 5分2R
○  野口蒼太 vs.  鶴屋健人 ×
判定3-0
第4試合 フライ級 5分2R
○  カーヴィ vs.  しゅんすけ ×
判定3-0
第5試合 バンタム級 5分2R
○  上田祐起 vs.  福井竜郎 ×
2R 2:21 リアネイキドチョーク
第6試合 フライ級 5分2R
○  澤田政輝 vs.  古賀珠楠 ×
1R 1:09 リアネイキドチョーク
第7試合 81kg契約 5分2R
○  森井翼 vs.  織田ジュラシックII ×
判定3-0
第8試合 バンタム級 5分2R
○  土本暉弘 vs.  藤原克也 ×
判定3-0

### メインカード
第9試合 フライ級 5分3R
○  オトゴンバートル・ボルドバートル vs.  和田教良 ×
1R 2:59 TKO
第10試合 GLADIATORフェザー級挑戦者決定トーナメントリザーブマッチ 5分3R
○  水野翔 vs.  田口翔太 ×
判定2-1
第11試合 GLADIATORフェザー級挑戦者決定トーナメントリザーブマッチ 5分3R
○  パク・サンヒョン vs.  ハンセン玲雄 ×
2R 1:17 TKO
※パク・サンヒョンは計量で1.1kgオーバー。
第12試合 GLADIATORフェザー級挑戦者決定トーナメント準々決勝 5分3R
○  チハヤフル・ズッキーニョス vs.  中川皓貴 ×
判定2-1
第13試合 GLADIATORフェザー級挑戦者決定トーナメント準々決勝 5分3R
○  ダギースレン・チャグナードルジ vs.  アドニス・セビジェーノ ×
判定2-1
第14試合 GLADIATORバンタム級タイトルマッチ 5分3R
○  竹中大地 vs.  竹本啓哉 ×
判定3-0
※竹中大地が第9代GLADIATORバンタム級王者に。

### ザ・ワンTV ファイトボーナス
オトコンバートル・ボルドバートル ※70万円
チハヤフル・ズッキーニョス ※20万円
ダギースレン・チャグナードルジ ※10万円